# Домус

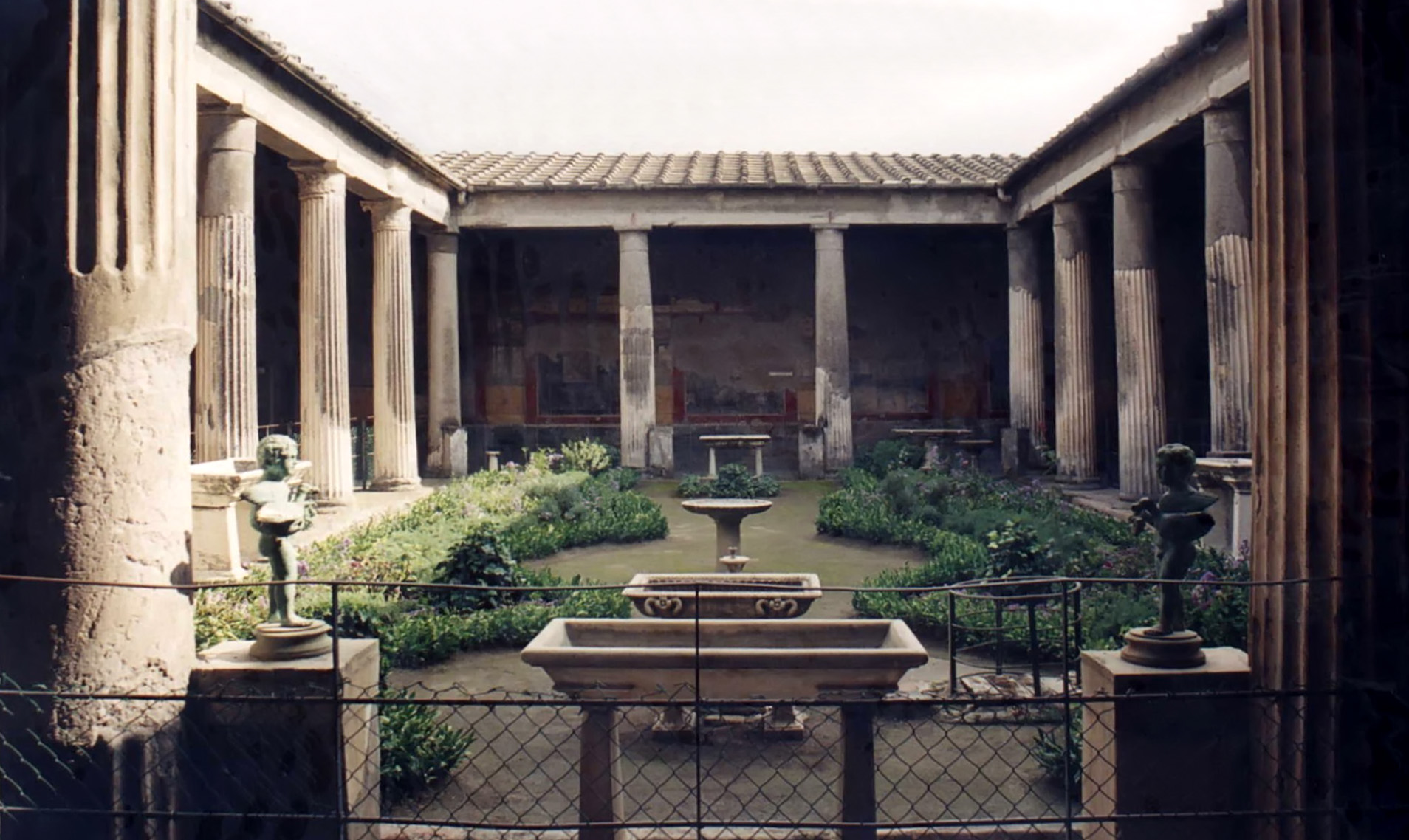
Перистиль домуса. «Будинок Веттіїв», Помпеї

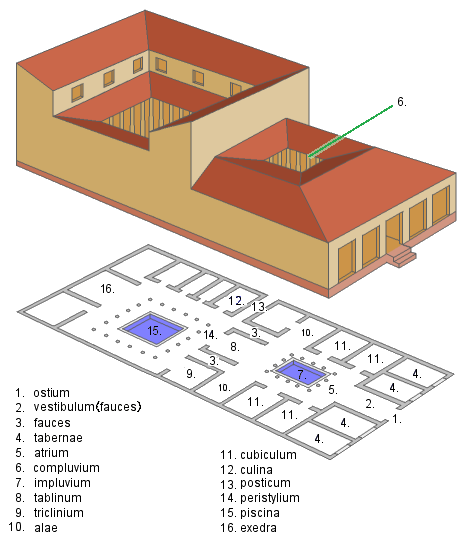
Схема домуса; 1 — остіум, 2 — вестибулум (фауцес), 3 — фауцеси, 4 — таберни, 5 — атріум, 6 — комплювій, 7 — імплювій, 8 — таблінум, 9 — трикліній, 10 — крила (али), 11 — кубікули, 12 — кухня, 13 — чорний хід (постикум), 14 — перистиль, 15 — басейн (пісцина), 16 — екседра

До́мус (лат. domus, спор. з прасл. *domъ) — тип міського будинку в Стародавньому Римі, який займали вищі класи та деякі заможні вільновідпущені особи в епоху Республіки та Імперії. Він був знайдений майже у всіх великих містах римських територій.. Поряд з домусом у місті багато найбагатших родин Стародавнього Риму також володіли окремим заміським будинком, відомим як вілла. Багато хто вирішував жити переважно або навіть виключно у своїх віллах; ці будинки, як правило, були набагато більшими за масштабами та на більших гектарах землі завдяки більшій площі за межами огородженого та укріпленого міста.
Елітні класи римського суспільства будували свої резиденції зі складними мармуровими прикрасами, інкрустованими мармуровими панелями та колонами, а також дорогими картинами та фресками. Багато бідних та представники нижчого середнього класу жили в переповнених, брудних та здебільшого занепалих квартирах, відомих як інсули. Ці багаторівневі житлові будинки були побудовані якомога високими і щільно і були набагато менш статусні та зручні, у порівнянні з приватними будинками.

## Історія

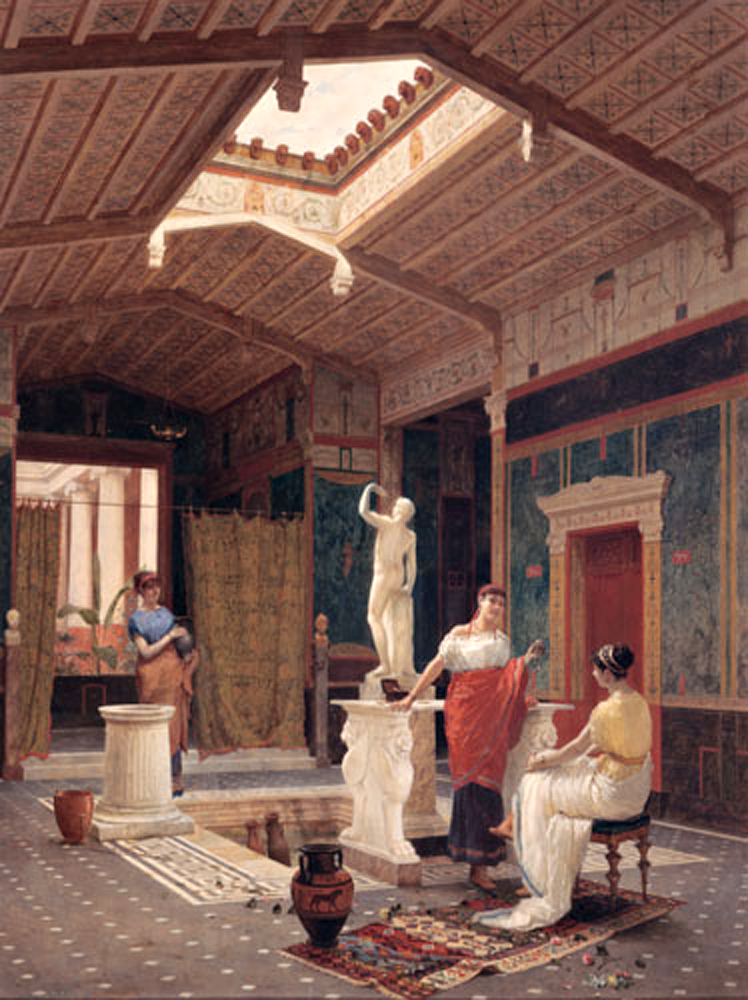
Луїджі Баццані Атріум у помпейському домусі

Будинки ранніх етрусків (попередників римлян) були простими навіть серед заможних або панівних класів. Це були невеликі хатини, побудовані на осьовому плані центральної зали з відкритим мансардним вікном. Вважається, що храм Вести був скопійований за формою з цих ранніх будинків, оскільки поклоніння Весті починалося в індивідуальних будинках (а не в храмах). Ймовірно, хатини були зроблені з глини та дерева із солом'яними дахами та центральним отвором для виходу диму з вогнища. Це могло стати прототипом атріуму, який був поширений у пізніших будинках.

## Загальний опис
Італійський міської особняк розвинувся з сільської садиби, яка збирала під одним дахом безліч корисних приміщень. Ранні італійські особняки були прямокутними будівлями з приміщеннями, згрупованими навколо атріуму з невеликим садком, званим hortus, в задній частині. Згодом під впливом грецької архітектури утворився класичний давньоримський особняк. Внутрішній устрій помпейських будинків (відомі за розкопками) і римських демонструють подібні типові риси.
Домус був прямокутною спорудою, яка тягнулася вздовж двору, а на вулицю виходила глухими торцевими стінами. Він ділився на дві частини: з одною групою приміщень, що становила офіційну і групувалися навколо атріуму, і друга — сімейна, навколо саду. Два цих великих приміщення були чудово пристосовані для середземноморського клімату. Вони перебували просто неба, дозволяючи свіжому повітрю циркулювати в коридорах і кімнатах. На відміну від грецького в римському будинку всі приміщення розташовуються у стрункому порядку по сторонах від головної осі.

## Приміщення
1. Вестибул (лат. vestibulum) — вхід, прихожа, майданчик між лінією фасаду та зовнішніми дверима будинку, звідки через двері входили в приміщення.
2. Таберна (лат. taberna, від слова «табула» — дошка) — такі кімнати могли примикати до атріуму, але при цьому мати свій власний вхід зовні і не мати проходу всередину. Зазвичай їх займали під майстерні, склади або крамниці, які господар або використовував сам, або — частіше — здавав в оренду. Якщо вони використовувалися як крамниці, могли мати цегляний прилавок перед входом, і всередині ділитися перегородкою на ще якесь невеличке внутрішнє приміщення, а перекриттями — на два поверхи невеликої висоти на зразок антресолей. Верхній поверх звався pergula. Ці приміщення були бідними, можливо, в них могли жити бідні і вірні клієнти. Також ці приміщення могли використовуватися як прості склади. Крім того, в приміщеннях з боків від входу могли розміщуватися стайні.
3. Атріум (лат. atrium, від ater — «закопчений», «чорний», тобто приміщення, що почорніло від кіптяви) — критий двір зі світловим колодязем. Спочатку атріум був місцем сну матері сімейства. Навпроти входу в будинок була глибока ніша для її ліжка. Римляни зберігали цю нішу як знак святості шлюбу. Тут зберігалися цінності роду: важка скриня з сімейними цінностями, стіл типу жертовника і шафа (ніші) для збереження воскових масок (imagines) і бюстів предків, а також зображень добрих духів-покровителів — ларів і пенатів (пізніше окреме святилище — ларарій).